# Форест-Медоус (Каліфорнія)
Форест-Медоус (англ. Forest Meadows) — переписна місцевість (CDP) в США, в окрузі Калаверас штату Каліфорнія. Населення — 1276 осіб (2020).

## Географія
Форест-Медоус розташований за координатами 38°9′59″ пн. ш. 120°24′19″ зх. д. / 38.16639° пн. ш. 120.40528° зх. д. (38.166358, -120.405199).  За даними Бюро перепису населення США в 2010 році переписна місцевість мала площу 14,65 км², уся площа — суходіл.

## Демографія
Згідно з переписом 2010 року, у переписній місцевості мешкало 1249 осіб у 586 домогосподарствах у складі 417 родин. Густота населення становила 85 осіб/км².  Було 845 помешкань (58/км²).
Расовий склад населення:
| - 95,9 % — білих - 1,1 % — азіатів - 0,3 % — корінних американців |

До двох чи більше рас належало 2,1 %. Частка іспаномовних становила 4,8 % від усіх жителів.
За віковим діапазоном населення розподілялося таким чином: 12,2 % — особи молодші 18 років, 54,3 % — особи у віці 18—64 років, 33,5 % — особи у віці 65 років та старші. Медіана віку мешканця становила 58,0 року. На 100 осіб жіночої статі у переписній місцевості припадало 99,5 чоловіків;  на 100 жінок у віці від 18 років та старших — 95,0 чоловіків також старших 18 років.
Середній дохід на одне домашнє господарство  становив 89 410 доларів США (медіана — 59 306), а середній дохід на одну сім'ю — 107 685 доларів (медіана — 70 903). Медіана доходів становила 61 111 долар для чоловіків та 24 663 долари для жінок. За межею бідності перебувало 2,6 % осіб, у тому числі 0,0 % дітей у віці до 18 років та 2,0 % осіб у віці 65 років та старших.
Цивільне працевлаштоване населення становило 600 осіб. Основні галузі зайнятості: освіта, охорона здоров'я та соціальна допомога — 23,7 %, роздрібна торгівля — 16,7 %, мистецтво, розваги та відпочинок — 14,8 %.